# 孫峻
孫峻（219年—256年10月19日），字子遠，三國东吴吴郡富春（今浙江省杭州市富阳区）人，吴废帝孙亮时东吴权臣。

## 生平
孫峻的曾祖父孫靜是孫堅之弟，孙靜長子孫暠的第三子孫恭，为孙峻之父。

### 早年
孫峻年少时弓马娴熟，精明果敢，胆大有决断。孙权晚年时，孙峻升任武衛都尉，並任侍中。曾向孙权推荐诸葛恪。孫權臨死前孫峻受遺詔與諸葛恪、滕胤共同輔政，領武衛將軍，封都鄉侯。

### 诛杀诸葛恪
孙权死后，诸葛恪专权。建興二年春（253年），诸葛恪不听劝谏，劳师动众征调大军二十万出兵攻打曹魏，逐渐失去民心。诸葛恪围攻合肥新城，但久攻不下，军中爆发疾病，很多将士病倒，将领报告，但诸葛恪认为是谎报，不予理会。曹魏趁势进兵，诸葛恪才撤军，但吴军已伤亡惨重，上下怨声载道。诸葛恪出征归来后，将先前选曹奏准任命的各衙署长官全部罢免，重新挑选。又更换宫廷守卫，任用自己的亲信，并整理军备，准备进攻青、徐二州。孙峻见诸葛恪民心渐失，与吴主孙亮密谋后发动政变，于酒宴中设伏兵杀死诸葛恪，灭其三族。

### 赐死孙和
建興二年冬（253年），孫峻誅殺諸葛恪後，升为丞相大將軍，都督国内外軍事，授予符节，封富春侯。同年，孙峻为巴结全公主孙鲁班，将废太子孙和迁移到新都居住，后派使者赐死孙和，孙和正妃张氏也随之自杀。

### 图谋伐魏及身亡
五鳳元年（254年），吳侯孫英密谋誅殺孫峻，因事情败露而自殺（一说孙英不知情被卷入而只得自杀）。次年，魏将毌丘俭、文钦起事反叛，与魏军交战于乐嘉，孙峻率领骠骑将军吕据、左将军留赞偷袭寿春，正好遇到文钦兵败来投，吴军就此撤回，回师途中在高亭打败魏将曹珍，但吴军也被诸葛诞部下蒋班追上，留赞战死。同年，將軍孫儀、張怡、林恂等想趁孙峻会见蜀汉使者时密謀诛杀孫峻，因事情败露，孙仪等自殺，受牽連被杀者數十人，其中包括朱公主孫魯育。
太平元年（256年），孫峻受文欽慫恿伐魏，派文钦和吕据、车骑将军刘纂、镇南将军朱异、前将军唐咨率军从江都进入淮、泗一带，以便占领青州和徐州。孙峻和滕胤来到石头城为军队践行，孙峻看到吕据率领的军队部伍整齐，心生厌恶，借口心口疼痛离去。当夜做梦被诸葛恪的冤魂用剑击中，惊惧发病而死，后事托付给堂弟孙綝。

### 死后
吴景帝孙休诛杀孙綝后，又以孙峻杀孙鲁育等人之故，将孙峻的坟墓刨开，殉葬的印章绶带没收，棺椁削薄后重新安葬。孙休又耻于与孙峻、孙綝同族，将二人族籍从族谱中削除，称之为“故峻、故綝”。

## 演义形象
《三国演义》中，太傅诸葛恪在东兴之战大败归来后，唯恐百官议论，轻则流放，重则斬殺，又任用心腹张约、朱恩掌管御林军。太常卿滕胤与诸葛恪有隙，见诸葛恪大失民心，与吴主孙亮、孙峻设宴诛杀诸葛恪并族灭其三族，朝政大权落入孙峻手中。孙綝被吴景帝孙休诛杀后，孙峻遭开棺戮尸。

## 家庭
曾祖：
- 孙静，孙坚之弟。

祖父：
- 孫暠，孙静长子。

父亲：
- 孙恭，孫暠三子。

姐妹：
- 孙氏，孙峻姐，嫁全尚
- 孙氏，孙峻妹，嫁朱据子朱损

堂弟：
- 孙綝，字子通，孙绰之子。
- 孙恩、孙据、孙干、孙闿，孙綝弟。
- 孙虑，一作孙宪，孙超之子。

## 评价
陳壽：“峻素无重名，骄矜险害，多所刑杀，百姓嚣然。又奸乱宫人，与公主鲁班私通。”“峻、綝凶竖盈溢，固无足论者。”（《三国志·吴书十九·诸葛滕二孙濮阳传》）

## 延伸阅读
[在维基数据编辑]
 《三國志·卷64》，出自陳壽《三國志》

| 官衔                           | 官衔                                     | 官衔        |
| ------------------------------ | ---------------------------------------- | ----------- |
| 空缺上一位持有相同頭銜者：朱据 | 孫吳丞相 253年—256年 （253年—256年執政） | 繼任： 孫綝 |
| 前任者： 诸葛恪                | 孫吳大將軍 253年—256年                   | 繼任： 孫綝 |